# Eucarpia buxtoni
Eucarpia buxtoni är en insektsart som först beskrevs av Frederick Arthur Godfrey Muir 1927.  Eucarpia buxtoni ingår i släktet Eucarpia och familjen kilstritar.
Artens utbredningsområde är Samoa. Inga underarter finns listade i Catalogue of Life.